# Phasia bucephala
Phasia bucephala är en tvåvingeart som beskrevs av Johann Wilhelm Meigen 1824. Phasia bucephala ingår i släktet Phasia och familjen parasitflugor. Inga underarter finns listade i Catalogue of Life.